# Ronnie Corbett

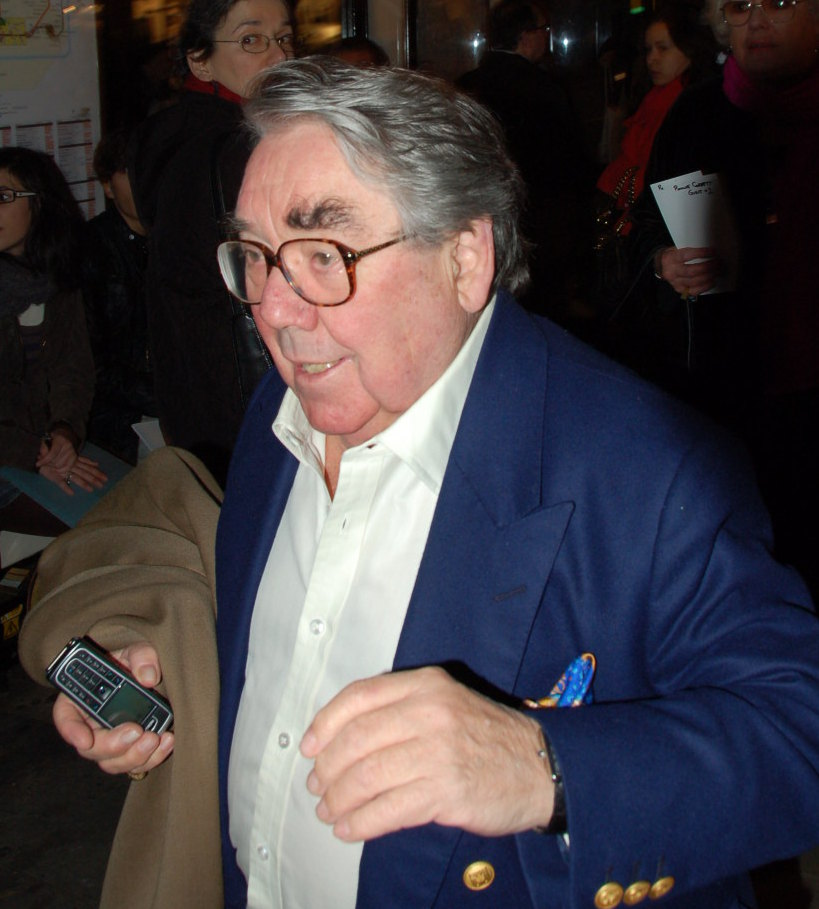
Ronnie Corbett auf der Premiere von Burke & Hare (2010)

Ronald Balfour „Ronnie“ Corbett CBE (* 4. Dezember 1930 in Edinburgh, Schottland; † 31. März 2016 in London) war ein schottischer Schauspieler, Komiker, Autor und Kabarettist, der in den 1960er Jahren vor allem in England mit dem Duo The Two Ronnies populär wurde. Er spielte zudem in mehreren Kinofilmen, unter anderem in Casino Royale, Die eine will’s, die andere nicht, Bitte keinen Sex, wir sind Briten und Wilde Kreaturen.

## Leben und Karriere
Ronald Balfour Corbett wurde 1930 in Schottland als Sohn eines Bäckermeisters geboren. Er besuchte die Royal High School in Edinburgh und machte seinen Schulabschluss. Bei einer Körpergröße von 1,55 m und dicken Brillengläsern entdeckte er schnell, dass man eine „Persönlichkeit“ sein sollte, um von seiner Umwelt ernst genommen zu werden. Er leistete seinen Wehrdienst bei der Royal Air Force. In kurzer Zeit wurde er Offizier und Pilot der britischen Streitkräfte. Im Oktober 1951 endete sein Dienstverhältnis.
Durch seine aktive Zeit in einem Amateurtheater, organisiert durch einen kirchlichen Jugendclub, erfuhr er als Schauspieler viele positive Rückmeldungen seinen schlagkräftigen Humor betreffend. Also konzentrierte sich Corbett zunehmend auf seinen Esprit und wurde im Laufe der Jahre mit Geist, Witz, Selbstironie und Charakter zu einem Komödianten.
1952, Corbett war in der Zwischenzeit nach London gezogen, trat er zum ersten Mal in einer kleinen Nebenrolle in der von Terry Bishop gedrehten Komödie You’re Only Young Twice in Erscheinung. In den folgenden Jahren konzentrierte er sich auf Schülerrollen im britischen Kino. Corbett arbeitete während der 1950er-Jahre in Film, Fernsehen und auf der Bühne. Er spielte 1963 in der ersten Londoner Produktion des Musicals The Boys from Syracuse am Theatre Royal Drury Lane neben Bob Monkhouse. 1965 spielte er im Kabarett des Danny La Rue Mayfair Nachtclubs. David Frost, ein populärer Fernsehmoderator und Satiriker, sah ihn und bat ihn, auch in seinem Frost Report aufzutreten. Corbett spielte im Londoner West End den Will Scarlett in Lionel Barts musikalischer Adaption von Robin Hood.
1966 schaffte er als Komiker endgültig den Durchbruch, als er im Frost Report in den Jahren 1966 und 1967 gemeinsam mit Ronnie Barker auftrat. Das Duo The Two Ronnies war geboren. Die Autoren und Darsteller des Frost Reports, meist Oxbridge-Absolventen, arbeiteten in der Footlights-Tradition. Corbett und Barker wirkten zusammen wie zwei Gymnasiasten, die nicht zur Universität gegangen waren. Die Show war eine Mischung aus satirischen Monologen, Sketchen und Musik. Sie erschienen gemeinsam mit John Cleese in einem der meistwiederholten Sketche im britischen Fernsehen. In Fortsetzungen des Frost Reports spielte Corbett häufig an der Seite von Schauspielern aus der Monty-Python-Gruppe wie Graham Chapman und Eric Idle. 1967 war Corbett in England bereits so populär, dass der Produzent Charles K. Feldman ihm eine kleine Rolle in seiner mit internationalen Stars besetzten James-Bond-Parodie Casino Royale anbot. 1970 spielte er die Hauptrolle in der britischen Komödie Die eine will’s, die andere nicht von Regisseur Duncan Wood. Eine weitere Hauptrolle hatte er 1973 in Cliff Owens Filmkomödie Bitte keinen Sex, wir sind Briten. 1997 spielte er in einem weiteren Kinofilm neben seinem alten Freund John Cleese in Wilde Kreaturen unter der Regie von Fred Schepisi und Robert Young. 2010 akzeptierte er eine kleine Gastrolle in John Landis’ schwarzer Komödie Burke & Hare.
Seine BBC-TV-Comedy-Show mit Ronnie Barker, The Two Ronnies, lief von 1971 bis 1987. Seine bekannteste Rolle außer der in The Two Ronnies war die in der Sitcom Sorry!, in der er den etwa 40-jährigen Timothy Lumsden spielte, der von seiner Mutter dominiert wird.
Corbett heiratete 1965 die Schauspielerin und Tänzerin Anne Hart. Die beiden bekamen zwei Töchter, die Schauspielerinnen Emma und Sophie Corbett. Bereits Officer des Order of the British Empire (OBE), wurde er 2012 auch zum Kommandeur des Ordens des Britischen Empire (CBE) für seine herausragenden Leistungen bei der Unterhaltung und Wohltätigkeit ernannt.

## Bücher (Auswahl)
- 2003: The Two Ronnies: Their Funniest Jokes, One-Liners and Sketches, von Ronnie Barker und Ronnie Corbett
- 2006: And It’s Goodnight from Him … The Autobiography of the Two Ronnies, von Ronnie Corbett[3]
- 2012: High Hopes: My Autobiography, von Ronnie Corbett

## Filmografie (Auswahl)
- 1952: You’re Only Young Twice
- 1958: Rockets Galore!
- 1962: Ein Königreich für einen Affen (Operation Snatch)
- 1967: Casino Royale
- 1970: Die eine will’s, die andere nicht (Some Will, Some Won’t)
- 1973: Bitte keinen Sex, wir sind Briten (No Sex Please: We’re British)
- 1997: Wilde Kreaturen (Fierce Creatures)
- 2010: Burke & Hare